# THINGMEDIA
THINGMEDIA株式会社（シングメディア）は、日本の映像制作プロダクション。所在地は、東京都渋谷区宇田川町。

## 概要
2018年3月に、中学校の同級生である田中博之と佐藤一樹によって設立。当初は動画メディアの開発・運営を行っていたが、のちに映像制作事業へピボット。テレビCMやプロモーションムービーの制作をメインに、YouTubeチャンネルのプロデュース、映像・動画に関するオウンドメディアの運営や、映像に関連するWebサービスの開発、映像クリエイターの学習プラットフォーム運営に取り組むなど、映像を作ることだけにとどまらない「総合映像ベンチャー企業」を標榜している。

## メンバー
- 田中博之 - 代表取締役CEO
- 佐藤一樹 - 取締役COO／チーフ・プロデューサー
- 安枝新介 - プロデューサー
- 田口将伍 - ディレクター
- 奥富勉 - プロデューサー
- 間地浩晃 - プロデューサー／ライブ配信王
- 久保卓也 - コンポジター
- 野里のどか - 広報・PR（@robotenglish）

## 主な制作・映像作品

### CM・プロモーションムービー
- Voicy CM（2018年／プロデューサー：佐藤一樹／制作：THINGMEDIA株式会社）
- cotree CM（2018年／プロデューサー：佐藤一樹／制作：THINGMEDIA株式会社）
- Voicy CM『This is MY VOICE』（2018年／プロデューサー：佐藤一樹／制作：THINGMEDIA株式会社）
- カップヌードル謎肉丼『みんなで1.2.3篇』（2018年／プロデューサー：佐藤一樹／制作：THINGMEDIA株式会社）
- KARTE for App（2018年／プロデューサー：佐藤一樹／制作：THINGMEDIA株式会社）
- PlayStation®VR New Line Up Vide（2019年／プロデューサー：佐藤一樹／制作：THINGMEDIA株式会社）
- ドラゴンクエストビルダーズ2 破壊神シドーとからっぽの島（2019年／プロデューサー：佐藤一樹／制作：THINGMEDIA株式会社）
- フリーター・第二新卒の転職サイト『Jobシャイン』（2019年／プロデューサー：佐藤一樹／制作：THINGMEDIA株式会社）
- 強靭な起業家コミュニティ『千葉道場』（2019年／プロデューサー：佐藤一樹／制作：THINGMEDIA株式会社）
- KARTE Datahub（2019年／プロデューサー：佐藤一樹／制作：THINGMEDIA株式会社）
- PlayStation®VR 2019『全方位、遊びつくせ！』（2019年／プロデューサー：佐藤一樹／制作：THINGMEDIA株式会社）
- 楽しくいられる場であるために『やきとん木々家』（2019年／プロデューサー：佐藤一樹／制作：THINGMEDIA株式会社）
- 多言語化のすべての課題に答える翻訳ソリューション『WOVN.io』（2019年／プロデューサー：佐藤一樹／制作：THINGMEDIA株式会社）
- 訪問看護ステーション『デライト』（2019年／プロデューサー：佐藤一樹／制作：THINGMEDIA株式会社）
- COCON Group Mashup Meeting（2019年／プロデューサー：佐藤一樹／制作：THINGMEDIA株式会社）
- Introducing KARTE supported by Google Cloud Platform（2019年／プロデューサー：佐藤一樹、安枝新介／制作：THINGMEDIA株式会社）
- ポケモンカードゲーム『ポケモンカードプレイヤーズ』（2019年／プロデューサー：佐藤一樹／制作：THINGMEDIA株式会社）
- ポケモンカードゲーム『V登場』（2019年／プロデューサー：佐藤一樹／制作：THINGMEDIA株式会社）
- FABRIC TOKYO『Start Here』（2019年／プロデューサー：安枝新介／制作：THINGMEDIA株式会社）
- 青山・表参道ヘアサロン『ZACC（ザック）』（2019年／プロデューサー：安枝新介／制作：THINGMEDIA株式会社）
- 『モンストグランプリ2019 アジアチャンピオンシップ』公式ドキュメンタリー（2019年／プロデューサー：安枝新介／制作：THINGMEDIA株式会社）
- トラベロコ（Traveloco）『あなたの「したい」を叶えよう』（2019年／プロデューサー：佐藤一樹／制作：THINGMEDIA株式会社）
- SNSで超話題の極甘青春ラブコメ漫画『僕の心のヤバイやつ』（2019年／プロデューサー：佐藤一樹、間地浩晃／制作：THINGMEDIA株式会社）
- Voicy『Voicy’s Vision』（2019年／プロデューサー：安枝新介／制作：THINGMEDIA株式会社）
- 文章作成アドバイスツール『文賢（ブンケン）』（2019年／プロデューサー：田中博之、奥富勉／制作：THINGMEDIA株式会社）

### ミュージックビデオ
- hy4_4yh（ハイパーヨーヨ）『蓮等（hustler）』（2018年／プロデューサー：安枝新介／制作：THINGMEDIA株式会社）
- ゲスの極み乙女。『秘めない私』（2019年／プロデューサー：安枝新介／制作：THINGMEDIA株式会社）
- DATS『Game Over』（2019年／プロデューサー：安枝新介／制作：THINGMEDIA株式会社）
- hy4_4yh（ハイパーヨーヨ）『OKUMU-RAP』（2020年／プロデューサー：田中博之、奥富勉／制作：THINGMEDIA株式会社）

### YouTube番組
- NOモーション。のゲームラボ（2020年〜／プロデューサー：佐藤一樹）
- たくや食堂（2020年〜／ディレクター：田口将伍）

### テレビ番組
- テレビ東京「私立恵比寿中学柏木ひなたが出会った シルク・ドゥラ・シンフォニー」（2019年／プロデューサー：佐藤一樹／制作：THINGMEDIA株式会社）

### Webサイト
- 「2045株式会社」コーポレートサイト（2018年／プロデューサー：田中博之）
- 『株式会社木々家』コーポレートサイト（2019年／プロデューサー：田中博之）
- 『株式会社日本資産運用基盤グループ（JAMP）』コーポレートサイト（2019年／プロデューサー：田中博之）
- 『株式会社Voicy』コーポレートサイト（2019年／プロデューサー：田中博之）